# Janina Jagielska
Janina Jagielska (z domu Zawadzka, ur. 1938 w Kruszewie, gmina Goworowo) – bibliotekarka, dyrektorka Biblioteki Publicznej m.st. Warszawy – Biblioteki Głównej Województwa Mazowieckiego w latach 1991–2003, działaczka Stowarzyszenia Bibliotekarzy Polskich.

## Życiorys
W 1956 r. ukończyła Technikum Rachunkowości Ministerstwa Finansów w Ostrowi Mazowieckiej. Początkowo pracowała na stanowisku planistki w Gminnej Spółdzielni „Samopomoc Chłopska” w Goworowie. Pracę w zawodzie bibliotekarskim rozpoczęła w 1960 r. w Gromadzkiej Bibliotece Publicznej w Małym Płocku (pow. Kolno). W tym czasie ukończyła roczny kurs w Państwowym Ośrodku Kształcenia Korespondencyjnego Bibliotekarzy w Białymstoku. W 1965 r. rodzina przeniosła się do Kolna, gdzie podjęła pracę w Powiatowej i Miejskiej Bibliotece Publicznej, początkowo na stanowisku instruktora bibliotecznego, a następnie dyrektora Biblioteki. Ukończyła wówczas trzyletnie Państwowe Zaoczne Studium Oświaty i Kultury Dorosłych w Warszawie. Po zmianie miejsca zamieszkania, w 1976 r. rozpoczęła pracę w Bibliotece Publicznej m.st. Warszawy na stanowisku starszego bibliotekarza w Dziale Wypożyczalni Głównej, a w 1978 r., po ukończeniu studiów magisterskich w zakresie bibliotekoznawstwa i informacji naukowej na Wydziale Humanistycznym Uniwersytetu Marii Curie-Skłodowskiej w Lublinie została kierowniczką tego Działu. W latach 1983–1991 pełniła funkcję wicedyrektora Biblioteki Publicznej m.st. Warszawy, od 1991 do 2003 r. była dyrektorem tej Biblioteki.

## Praca zawodowa
Zintensyfikowała prace wydawnicze Biblioteki, m.in. bibliografie specjalne dziedzin „Bibliografia Warszawy i Województwa Warszawskiego” oraz retrospektywne „Bibliografia literatury dla dzieci i młodzieży”. Zainicjowała wiele opracowań historycznych, w tym: bibliografię Biblioteki Publicznej m.st. Warszawy na 90-lecie jej powstania, wydanie słownika biograficznego zmarłych pracowników Biblioteki; zintensyfikowała badania varsavianistyczne, czego efektem były coroczne sesje varsavianistyczne oraz publikacje w serii „Sesje Varsavianistyczne”, a także publikacje prasoznawcze (m.in. profesora Konrada Zawadzkiego); ożywiła serię wydawniczą „Prace Biblioteki Publicznej m.st. Warszawy”. Jest autorką ponad 60 publikacji, w tym ok. 25 biogramów pracowników Biblioteki Publicznej m.st. Warszawy.
Organizowała i współorganizowała ogólnopolskie oraz międzynarodowe konferencje m.in.:
- „Tradycje narodowo-kulturalne w literaturze dla dzieci i młodzieży”, Jachranka 30.11.-2.12.1994 z udziałem przedstawicieli zagranicznych ośrodków naukowych z Austrii, Bułgarii, Finlandii, Litwy, Niemiec, Włoch[3],
- Europejskie Forum Bibliotekarzy na temat „Biblioteki publiczne w Polsce i na świecie”. Warszawa 23-25.05.1995 z udziałem przedstawicieli bibliotek amerykańskich i europejskich.”[4],
- Ogólnopolska Konferencja na temat Unii Europejskiej – 14-15.11.1997 – z udziałem gości z Estonii i Wielkiej Brytanii.

Współorganizowała 2 międzynarodowe konkursy na ekslibrisy:
- w 1994 r. z okazji 50. Powstania Warszawskiego. Wzięło w nim udział 202 artystów z kraju i zagranicy, którzy nadesłali 442 prace[5],
- oraz w 1997 r. z okazji Jubileuszu 90. Biblioteki z udziałem 110 grafików z kraju i zagranicy, którzy wykonali 237 prac[6].

Organizowała i nadzorowała opiekę merytoryczną nad siecią bibliotek publicznych w woj. warszawskim, a od 1998 r. w woj. mazowieckim. Organizowała szkolenie i doskonalenie zawodowe kadry bibliotekarskiej poprzez liczne seminaria, warsztaty szkoleniowe i kursy.
Równolegle z pracą zawodową zajmowała się aktywnie działalnością społeczną, zwłaszcza na forum Stowarzyszenia Bibliotekarzy Polskich. Po przejściu na emeryturę w 2003 r. nadal pracuje w strukturach SBP, zaangażowała się również w działalność Uniwersytetu Trzeciego Wieku w Wesołej, który istnieje od 2009 r i gdzie prowadzi kronikę wydarzeń.
Rodzina: mąż Józef (lekarz weterynarii), syn Wojciech Jagielski (dziennikarz, pisarz), córka Małgorzata (bibliotekarka).

## Działalność w Stowarzyszeniu Bibliotekarzy Polskich
Przez dwie kadencje, w latach 1993–2001 pełniła funkcję Sekretarza Generalnego Stowarzyszenia Bibliotekarzy Polskich. Od 1991 r. działa w Komisji Odznaczeń i Wyróżnień Zarządu Głównego SBP. Była tam przewodnicząca w l. 2001-2013. W 1997 r. została powołana na przewodniczącą Komisji Ochrony i Konserwacji Zbiorów przy ZG SBP. W latach 1998–2003 reprezentowała ZG SBP w Krajowej Radzie Bibliotecznej. W latach 2005–2017 była sekretarzem Głównego Sądu Koleżeńskiego przy ZG SBP. Od 2003 r. jest przewodniczącą kolegium redakcyjnego serii Bibliotekarze Polscy we Wspomnieniach Współczesnych oraz przewodniczącą Zespołu Historyczno-Pamiętnikarskiego przy Oddziale Warszawskim Stowarzyszenia Bibliotekarzy Polskich.

## Odznaczenia
- Srebrny Krzyż Zasługi (1974), Leg. nr 417-74-23,

- Złoty Krzyż Zasługi (1984), Leg. nr 1718-84-55,
- Honorowa Odznaka Stowarzyszenia Bibliotekarzy Polskich (1984), Leg. nr 519,
- Krzyż Oficerski Orderu Odrodzenia Polski (1997), Leg. nr 110-97-9,
- Krzyż Komandorski Orderu Odrodzenia Polski (2003), Leg. nr 159-2003-2,
- Godność Członka Honorowego Stowarzyszenia Bibliotekarzy Polskich (2005)[11],
- Srebrny Medal „Zasłużony Kulturze Gloria Artis” (2007) Leg. nr 581[12],
- Odznaka „Za Zasługi dla Miasta Stołecznego Warszawy” (2008) Leg. nr 1150.

## Wybrane publikacje
- Biblioteki publiczne w Warszawie, EBIB 2003, nr 1,
- Konrad Zawadzki – organizator zbioru mikrofilmów najcenniejszych zasobów bibliotecznych, znawca dziejów czasopiśmiennictwa polskiego, varsavianista. W: Kustosze zbiorów specjalnych. Warszawa: SBP 2004, s. 162–170 (Bibliotekarze Polscy we Wspomnieniach Współczesnych, 8), ISBN 83-87629-77-4.
- Rola Biblioteki Publicznej m.st. Warszawy w polskim życiu bibliotecznym. W: Wokół bibliotek i bibliotekarstwa. Księga Jubileuszowa dedykowana Janowi Wołoszowi. Red. J. Sadowska, Warszawa: Wydawnictwo SBP, 2005, s. 113–120, ISBN 83-89316-46-3.
- Żyją w naszej pamięci: wspomnienia o pracownikach Biblioteki Publicznej m.st. Warszawy. Redakcja i przedmowa J. Jagielska i T. Jedynak. Warszawa: Biblioteka Publiczna m.st. Warszawy, 2006. ISBN 83-87407-32-1.
- Biblioteka publiczna w społeczności lokalnej na przykładzie województwa mazowieckiego. W: Książka, biblioteka, informacja w kręgu kultury i edukacji. Red. B. Zybert, D. Grabowska, Warszawa 2008, s. 184–193, ISBN 978-83-61464-04-4.
- Hasła: Cygańska Janina; Dobrowolski Zbigniew; Marciniak Janina; Żukowska Wiesława. W: Słownik pracowników książki polskiej. Suplement 3. Warszawa: Wydawnictwo SBP, 2010. ISBN 978-83-61464-48-8.
- Hasła: Dybaczewska Maria; Zarachowicz Helena; Zwoliński Adam Aleksander. W: Słownik pracowników książki polskiej. Suplement 4. Warszawa: Wydawnictwo SBP, 2016. ISBN 978-83-64203-74-9.
- Profesor Jadwiga Kołodziejska – znawczyni bibliotek publicznych. W: Profesor Jadwiga Kołodziejska. Badaczka i promotorka bibliotek i czytelnictwa. Red. J. Sadowska, Warszawa: Wydawnictwo Naukowe i Edukacyjne SBP, 2020, s. 172–176. ISBN 978-83-65741-49-3.